# 台南海軍航空隊
台南海軍航空隊（たいなんかいぐんこうくうたい）は、日本海軍の地上航空部隊。1941年10月1日に開設され、1942年（昭和17年）11月1日に第二五一海軍航空隊（だい251かいぐんこうくうたい）と改称した初代、および1943年4月1日開設の二代目がある。

## 初代

### 沿革

#### 台南空

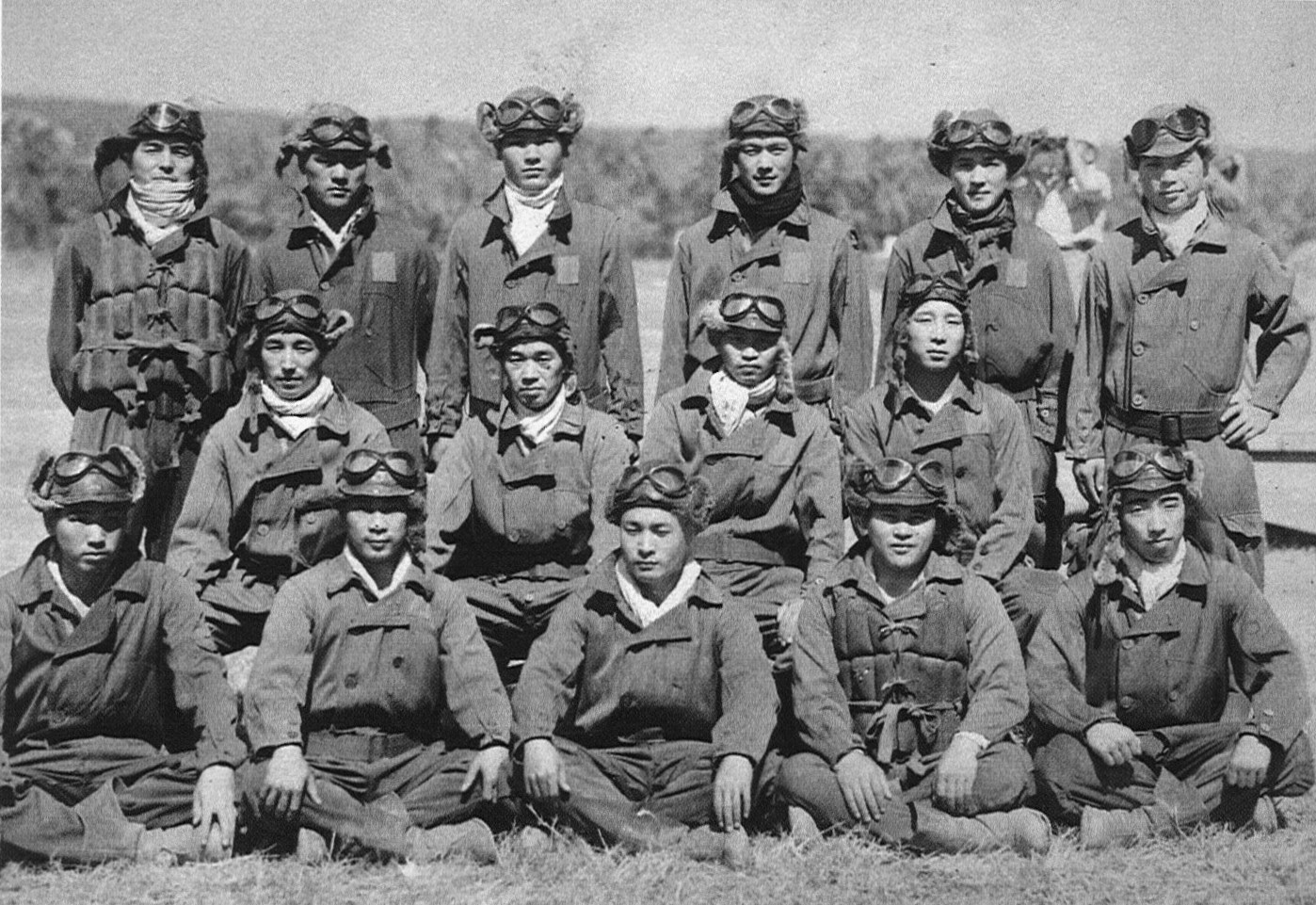
台南航空隊下士官搭乗員の写真(1942年6月ラエで撮影)。後列左から西沢広義、福森大三、木村裕、遠藤枡秋、小林克己、国分武一。中列左から太田敏夫、坂井三郎、米川正吉、宮運一。前列左から大西要四三、石川清治、熊谷賢一、山本健一郎、中野鈔。

1941年10月1日、第一航空隊戦闘機隊を母体に戦闘機航空隊として発足した。零式艦上戦闘機21型、九八式陸上偵察機・二式陸上偵察機を装備。司令に樋口曠大佐、飛行長に小園安名少佐、飛行隊長に新郷英城大尉、先任分隊長に浅井正雄大尉、分隊長に戸梶忠恒大尉、瀬藤満寿三大尉、美坐正己中尉、若尾晃中尉、牧幸男中尉、通信長に薗田美輝少佐、整備長に中川貞一機関少佐、整備分隊長に有松漸機関大尉、軍医長に藤村信義軍医少佐、主計長 金子清三郎主計大尉が配属された。所属機識別章は「V」。

##### 主要な戦い
- 昭和16年

12月8日、太平洋戦争開戦時、午前4時発進予定であったが、3時より濃霧が台湾を襲う。しかしこれは成功の要因となり、霧が晴れるとともに午前10時45分台南空・零戦隊は第一次攻撃隊(目標イバ飛行場)に高雄空・一式陸攻27機、鹿屋空・一式陸攻27機を第三航空隊・横山保大尉が零戦54機を率いて、第二次攻撃隊(目標クラーク飛行場)は高雄空・一式陸攻27機、第一航空隊・九六陸攻27機を台南航空隊・新郷英城大尉が零戦36機を率いて出撃。
戦果報告
撃墜12機、地上撃破29機を報告　
12月10日、この日台南空は2波に分かれて比島へ進撃。この日も基地周辺は密雲に閉ざされていたが司令部は米飛行場に猶予を与えず、とし攻撃を指示。新郷大尉率いる零戦17機(うち1機故障で反転帰投)は、陸軍部隊が上陸中の比島北西部のビガン上空の哨戒に従事。
10:10 発進
12:10 ビガン上空到着
13:45 2中隊がB17を発見し攻撃し確実撃墜
14:20 ビガン上空から陸偵に誘導され帰投
18:00 帰着
デルカルメン飛行場攻撃隊は浅井正雄大尉率いる零戦22機。途中高雄空の一式陸攻27機と合流、共同進撃。デルカルメンは密雲に閉ざされており、陸攻隊は第二目標のキャビデ軍港を空襲。
10:55 発進
13:45 デルカルメン上空到着(うち4機反転帰投)
飛行場銃撃並びに空戦、5機撃墜(うち2機不確実)地上銃撃により6機炎上14機撃破
14:30 戦場離脱
18:00 帰着　(比嘉政春一飛兵が未帰還)
12月12日、この日も残敵掃討の為2カ所を攻撃。瀬藤満寿三大尉率いる零戦10機はマニラ北西100キロの海軍基地スピック湾奥のオランガバを攻撃、湾内に係留されていた第10哨戒航空団のPBY飛行艇数機を銃撃。４機炎上、 2機を撃破。
その後デルカルメン、イバ飛行場上空を制圧。敵影認めず全機帰着。
また、新郷大尉率いる零戦30機は
8:10 台南基地発進
10:45 クラーク上空に達するも密雲のため反転、イバ飛行場に向かい1中隊のみで地上銃撃。3機炎上、3機撃破。
15:15 帰着(坂井三郎一飛曹機不時着による未帰還)
12月13日、昨日悪天候で実施できなかった目標の反復攻撃。一空、高雄空、鹿屋空の陸攻隊を三空、台南空で護衛。浅井正雄大尉率いる零戦20機ら誘導の98陸偵と共に
10:30 発進
13:30 マニラ上空到着(機体不調で4機反転帰投)
13:35 鹿屋空の陸攻がニコルス飛行場爆撃
13:45 一空の陸攻がニコルス飛行場爆撃、同時に笹井中尉指揮の第2中隊はニコルス飛行場およびキャンプ・マーフィを地上銃撃。
14:00 攻撃終了し反転
16:30 帰着(倉冨博三飛曹が未帰還)
戦果　地上銃撃で大型2機炎上、大型3機、小型7機撃破。P401機不確実撃墜
12月14日、陸軍部隊が2日前に攻略した比島中部のレガスビーに、瀬藤大尉率いる零戦9機が進出。
9:30 台南基地を98陸偵と共に発進。途中高雄空の一式陸攻9機と合同。
13:45 レガスビーに進出(2機転覆大破)
15:00 佐伯一飛曹、日高二飛曹が哨戒発進
15:15 B17 2機来襲。爆撃前に攻撃。1機撃墜1機撃破、応援として菊池一飛曹、湊三飛曹、野沢三飛曹が発進、追撃するも取り逃す。
17:25 P40 1機来襲、地上銃撃により零戦2機と陸攻5機に軽度の損傷。
12月15〜18日　レガスビー上空哨戒
12月18日、分遣隊の川真田中尉指揮の零戦5機は、パナイ島南部イロイロ飛行場を攻撃
11:50 レガスビー発進
12:50 イロイロ上空到着、制圧
13:10〜25 地上銃撃
14:30 全機帰着
12月19日、瀬藤大尉率いる零戦5機は新たに発見したミンダナオ島北部デルモンテを攻撃。
13:35 発進
15:35 デルモンテ上空到着(うち1機反転帰投)
15:45 飛行場発見、四発攻撃機4機。双発攻撃機7機を銃撃
17:30 帰着
戦果　B17及び機種不明双発計11機撃破。実際はB18、3機撃破
12月20日、川真田中尉指揮の零戦6機は比島南部の航空基地全てへの攻撃を敢行。
13:05 発進
15:05 ダンサラン上空到着。空地ともに敵を見ず。
15:13 マラバン飛行場、宿舎及び指揮所銃撃
16:10 セブ飛行場に突入
帰着時刻不明
戦果　小型6機炎上、1機大破
12月21日、佐伯一飛曹、日高二飛曹率いる零戦4機は残敵掃討の為、比島中部の偵察攻撃に出撃。
7:45 佐伯一飛曹率いる第一陣の零戦2機発進
10:15 日高二飛曹率いる第二陣の零戦2機発進
10:50 バダンガス飛行場到着、速やかに銃撃(一陣)
11:00 カラバン、カタナウン飛行場偵察(一陣)
11:30 バダンガス飛行場にて戦果確認(二陣)
12:10 零戦2機帰着(一陣)
12:45 零戦2機帰着(二陣)
戦果、燃料缶多数炎上
12月22日、瀬藤大尉率いる零戦9機はミンダナオ島の各敵飛行場を攻撃。離陸直後瀬藤大尉機が故障により反転帰投。2小隊長川真田中尉が指揮し零戦8機で出撃。
8:35 発進
10:00 デルモンテ飛行場の敵機を銃撃
10：20、カガヤンにてB17、1機銃撃炎上、指揮所銃撃
10:40 ダンサランにて飛行艇1機銃撃
10:50 マラバンにて指揮所、倉庫を地上銃撃
11:00 コタバットにて燃料車一台、指揮所銃撃
11:50 セブ格納庫を地上銃撃
13:50 全機帰着
12月23・24日、船団護衛
12月25・26日、25日夕刻、浅井大尉率いる台南空本隊がスル海真ん中に位置するホロ島に進出開始。
12月27日、ホロ基地上空哨戒
6:30 篠原良恵二飛曹、河西春男一飛兵の零戦発進
7:05 PBY飛行艇3機来襲を発見。直ちに浅井正雄大尉、宮崎儀太郎飛曹長、酒井敬行一飛曹、太田敬夫二飛曹が発進。
7:10 さらにPBY飛行艇3機来襲、本田敬秋三飛曹、島川正明一飛、本吉正雄一飛が発進。
7:30 空戦
8:40 全機帰着
戦果　PBY飛行艇4機撃墜うち1機不確実。実際は5機撃墜
12月28日、瀬藤満寿三大尉、野沢三飛曹、佐伯義道一飛曹、和泉秀雄二飛曹の零戦4機はマニラ周辺の残敵掃討の為出撃。
15:15 発進
16:10 サブラン飛行場銃撃
16：25 キャンプ・マーフィ飛行場銃撃
16:35 ニールソン飛行場銃撃
17:05 バダンガス偵察
18:05 全機帰着
戦果　戦闘機5機、双発爆撃機1機、練習機9機炎上。戦闘機5機、偵察機2機撃破。
12月30日、浅井大尉率いる零戦9機はホロ島を飛び立ち、ボルネオ島東部タラカン攻撃に出撃。
8:00 発進
9:40 タラカン上空到着
9:50 タラカン対空偵察、空地ともに敵を見ず。
11:45 全機帰着
戦果　不明
12月31日、牧幸男大尉率いる零戦8機は、再びタラカンを攻撃。
11:00 発進
12:40 タラカン飛行場突入、空地ともに敵を見ず、機銃陣地及び在泊商船を銃撃。
14:40 全機帰着
戦果　不明
- 昭和17年

1月1日、元旦をホロ基地で迎えた台南空本隊はお祝いと皇居遥拝を行ったのち、浅井正雄大尉率いる零戦8機でプエルト・プリンサラを機銃掃射。
戦果報告
不明
1月11日11時より発進の4着の船団護衛隊の豊田光雄少尉、山上常弘二飛曹、小林京次1飛曹らB-17 1機を発見。これを攻撃し撃墜を報告。
戦果報告
B-17、1機撃墜(実際は雲中に隠れ無事帰着)
2月8日、新郷英樹大尉率いる零戦9機は早朝バリクパパンを出撃、バリ島テンバサルを攻撃。途中ジャワ海上空にてB-17編隊を発見、これを攻撃し撃墜を報告。
戦果報告
B-17、5機撃墜　(実際は6機撃墜)
2月27日、正午に敵艦隊発見の通報を受け、二水戦、四水戦が出撃。途中、敵空母発見の知らせにより、牧幸男大尉率いる零戦9機は高雄空・一式陸攻16機を護衛。途中、第三航空隊、横山保大尉率いる零戦6機も参加。
戦果報告
飛行機輸送艦ラングレー撃破(後に駆逐艦に撃沈される)
3月12日、台南空および第三航空隊の新編成が行われる。新郷英樹大尉が内地へ帰還。新任に中島正少佐が着任。台南空からも半数が内地に帰還。
1942年4月1日、第二十五航空戦隊が新編される。二十五航戦は編制上、第十一航空艦隊所属だが、連合艦隊は軍隊区分で南洋部隊に配属され、二十四航戦に代わりラバウル方面で西方空襲部隊任務を引き継いだ。二十五航戦には台南空、四空、横浜空が編入された。二十三航戦で南西方面作戦中だった台南空は飛行機を現地部隊に渡して人員のみラバウル方面に移動した。台南空はラバウルおよびラエ方面で作戦中だった四空の戦闘機隊の人員、機材の大部分を吸収し、バリ島およびクーパンに展開中だった台南空本隊もラバウルに進出した。定数は戦闘機45（補用15）、陸偵6（補用2）。
4月16日、台南空本隊ラバウルに進出。余談だが、この時輸送船小牧丸に乗っていた搭乗員のほとんどが、船酔いや体調不良に悩まされ、到着後山の上の海軍病院に入院。
5月7日、珊瑚海海戦の支援に第四航空隊・一式陸攻12機、元山航空隊20機がラバウル発進。ラエ基地からは中島少佐指揮の零戦11機も出撃。しかし、索敵限界を突破しての索敵であったため、全機ニューブリテン島のガスマタに不時着。
戦果報告
戦艦1隻撃沈、1隻大破、重巡1隻大破。(実際は戦果なし・4機損失)
7月26日、坂井三郎一飛曹は敵飛行場に単機突撃。
戦果報告
敵機10機撃破
8月2日、8:10よりB-17、5機来襲。空戦により全機撃墜、8:20 P-39、3機来襲。空戦により全機撃墜
9:00Ｂ-26、5機来襲空戦するも敵機奔走。9:35 敵機発見も逃す。11:00サラモア南方洋上にB-17、1機来襲、不確実撃墜。
戦果報告
9機撃墜うち2機不確実(実際は不明)
8月7日、ツラギより敵上陸部隊来襲の急報により、ラバウルの第五空襲部隊（二十五航戦)は当日予定のブナ攻撃を取り止め四空・陸攻隊にツラギ沖敵艦船の攻撃を命令。中島正少佐率いる零戦18機は四空・陸攻27機を護衛。11:15 ツラギ沖に突入。命中弾なし。零戦隊は米グラマンF4Fと初の対峙。70対18という劣勢であったが大量撃墜を報告。陸攻は4機自爆、2機不時着の損害を被り、零戦は2機が未帰還となった。
戦果報告
F4F、34機撃墜、SB2C 5機撃墜、中型1機撃墜。(実際はF4F、11機撃墜）。
8月8日、昨日に引き続きツラギ沖の敵船団攻撃を敢行。稲野菊一大尉率いる零戦15機は4空陸攻17機、三沢空陸攻9機を護衛。09:50、陸攻ら突入開始。撃沈撃破を報告。
戦果報告
重巡2隻、駆逐艦2隻、輸送船10隻撃沈。重巡2隻、輸送船1隻撃破(実際は駆逐艦1隻撃沈、輸送船1隻撃破)
8月9日、一昨日、昨日に続き、ツラギ沖敵艦船の攻撃を敢行。
戦果報告
巡洋艦1隻撃破(実際は巡洋艦1隻撃沈)
8月10日、偵察により、未だ敵艦船がかなり在泊してると判断した司令部は、稲野大尉率いる零戦15機と三沢空陸攻21機に出撃命令。
戦果報告
戦果なし
8月20日、ショートランドを発進した横浜空の大艇は、米護衛空母ロングアイランドとその護衛駆逐艦を発見。この空母はガダルカナル島ヘンダーソン飛行場にF4F、19機、SBDドーントレス12機を輸送。
8月21日、ロングアイランド攻撃に三沢空・陸攻17機、四空・陸攻9機出撃、これを河合四郎大尉率いる零戦13機が護衛。しかし陸攻は空母発見ならず撤収。零戦隊はガダルカナル島上空に侵入F4F、13機と空戦。撃墜を報じる。
戦果報告
F4F、8機撃墜(実際は1機撃墜)

#### 二五一空
1942年11月1日、第二五一海軍航空隊と改称。11月中旬、機材を残して人員のみ内地に帰還（一部の人員はラバウルの他の航空隊に転属した）。豊橋で練成・再編成にかかった。所属機識別章は「UI」へと変更。
1943年5月14日、ラバウルに再進出。再進出当初は零戦装備の昼間戦闘機部隊と、小園司令の考案した斜銃を追加装備した夜間戦闘機月光（当時は二式陸偵改）装備の夜間戦闘機部隊の2隊が配備されていた。零戦隊はラバウル航空隊の主力戦闘機部隊として、攻勢に転じていた米軍とのソロモン・東ニューギニア方面での戦闘に当たった。月光隊も5月21日夜にラバウルに来襲したB-17 2機を初撃墜するなど戦果を上げて行った。
9月1日、二五一空は正式採用となった月光24機を揃え、夜間戦闘専門部隊として編成が変わった。零戦要員は二〇一空や二五三空へ転属となった。しかし皮肉にもこの頃から米軍の攻撃は、夜間爆撃中心から昼間爆撃中心に変わりつつあり、活躍の場はほとんどなかった。
1944年2月、トラック島に後退したがトラック島空襲によって機材は壊滅した。その後フィリピンへ後退したが7月解隊。夜戦要員は一五三空へ、トラック島残留者は東カロリン海軍航空隊へ、一部の隊員は内地へと転属となった。

### 歴代司令
- 樋口曠大佐：1941年10月1日[1] - 1941年10月4日[5]
- 斎藤正久大佐：1941年10月4日[5] -
- 小園安名 中佐：1942年12月10日 -
- 楠本幾登 中佐：1943年9月22日 -
- 柴田武雄 中佐：1944年3月4日 - 1944年7月解隊

## 二代目

### 沿革
1943年4月1日、練習航空隊として発足。艦上戦闘機、艦上爆撃機、艦上攻撃機の教程が行われる。また台湾周辺の防空、哨戒も行った。1944年1月特乙1期が入隊。以降、乙種（特）飛行予科練習生の教育も行う。1945年1月18日、神風特別攻撃隊新高隊を編成して以降、特攻にも従事。所属機識別章は「ﾀｲ」。

### 歴代司令
- 市村茂松 大佐：1943年4月1日[6] -
- 高橋俊策 大佐
- 三木森彦 少将：1944年5月15日 -